# Arenonionella
Arenonionella es un género de foraminífero bentónico de la subfamilia Vialoviinae, de la familia Trochamminidae, de la superfamilia Trochamminoidea, del suborden Trochamminina, y del orden Trochamminida. Su especie tipo es Arenonionella voutei. Su rango cronoestratigráfico abarca el Vindoboniense (Mioceno).

## Discusión
Clasificaciones previas incluían Arenonionella en el suborden Textulariina del orden Textulariida. Otras clasificaciones lo han incluido en el orden Lituolida.

## Clasificación
Arenonionella incluye a las siguientes especies:
- Arenonionella voutei